# Sigit Pamungkas
Sigit Pamungkas (* 22. Januar 1962) ist ein indonesischer Badmintonspieler und -trainer. 

## Karriere
Sigit Pamungkas gewann bei den Südostasienspielen 1981 Silber im Mixed mit Theresia Widiastuti und Bronze im Herrendoppel mit Icuk Sugiarto. In seiner späteren Karriere als Trainer betreute er unter anderem Markis Kido und Hendra Setiawan.

## Sportliche Erfolge
| Saison | Veranstaltung     | Disziplin    | Platz | Name                                  |
| ------ | ----------------- | ------------ | ----- | ------------------------------------- |
| 1981   | Südostasienspiele | Mixed        | 2     | Sigit Pamungkas / Theresia Widiastuti |
| 1981   | Südostasienspiele | Herrendoppel | 3     | Sigit Pamungkas / Icuk Sugiarto       |
| 1984   | Canadian Open     | Herreneinzel | 2     | Sigit Pamungkas                       |